# 张志安
张志安（1977年4月—），籍贯浙江湖州安吉，中華人民共和國新闻學教授、博士生导师。

## 生平
张志安母亲是老三届上海知青，她初中毕业下乡到浙江湖州安吉县，张志安父亲是煤矿工人。1977年，张志安出生在安吉。後來張志安回到上海上高中。他是上海市三好学生以及上海市优秀毕业生。1996年考入復旦大學新聞學院。大一暑假到《消费报》实习，大二成为校报《复旦生活》主编，当年暑假去《申江服务导报》實習，大三暑假到北京的《经济日报》实习。他还经常给《青年社交》、《中国大学生》等杂志写稿。大四前往易趣网兼职做媒体公关。2000年7月，张志安在复旦大学新闻学院获新闻学学士学位。2001年4月，张志安從易趣網辞职，和朋友一起创办"老小孩"。这是一家为老年人服务的网站。同年9月，他回到復旦大學新聞學院選擇硕博连读。2006年7月在复旦大学新闻学院获传播学博士学位。畢業後张志安在复旦大学新闻学院任教。2011年7月，张志安受媒体人胡舒立之邀來到中山大学传播与设计学院任教，2014年1月聘为正教授，2014年7月起擔任中山大学传播与设计学院院长，2020年11月辭職。後來又回到復旦大學新聞學院任教。